# بوب روك (موسيقي)
بوب روك هو مهندس وموسيقي ومنتج أسطوانات وملحن ومهندس الصوت كندي، ولد في 19 أبريل 1954 في فانكوفر في كندا.

## وصلات خارجية
- بوب روك على موقع IMDb (الإنجليزية)
- بوب روك على موقع ميوزك برينز (الإنجليزية)
- بوب روك على موقع أول ميوزيك (الإنجليزية)
- بوب روك على موقع ديسكوغز (الإنجليزية)
- بوب روك على موقع قاعدة بيانات الفيلم (الإنجليزية)